# جودي هيو
جودي هيو (بالإنجليزية: Jodi Vaughn)‏ هي مغنية نيوزيلندية، ولدت في 25 أبريل 1950.